# Junget Sogn
Junget Sogn var et sogn i Salling Provsti (Viborg Stift).
I 1800-tallet var Thorum Sogn anneks til Junget Sogn. Begge sogne hørte til Nørre Herred i Viborg Amt. Junget-Torum sognekommune blev ved kommunalreformen i 1970 indlemmet i Sundsøre Kommune, som ved strukturreformen i 2007 indgik i Skive Kommune.
I Junget Sogn ligger Junget Kirke.
1.	december 2024 indgik sognet i Fursund Sogn
I sognet findes følgende autoriserede stednavne:
- Brokholm (bebyggelse, ejerlav)
- Engager (bebyggelse)
- Grættrup (bebyggelse, ejerlav)
- Junget (bebyggelse, ejerlav)
- Junget Øre (areal)
- Ruseng (bebyggelse)
- Skammergårds Mark (bebyggelse, ejerlav)
- Skove (bebyggelse, ejerlav)